# Hôtel de la Caisse d'épargne de Vannes
L'hôtel de la Caisse d'épargne est un bâtiment du début du XXe siècle situé à Vannes, en France. Il est recensé à l'Inventaire général du patrimoine culturel.

## Situation et accès
L'édifice est situé au no 11 de la place de la République, à l'ouest du centre-ville Vannes, et plus largement au sud du département du Morbihan.

## Histoire

### Fondation
L'édifice est élevé selon les plans de Joseph Caubert de Cléry dressés en 1909. Les travaux de construction débutent en juillet de cette année.

### Inauguration et installation
La cérémonie d'inauguration a lieu le 15 août 1910, dans la matinée, en présence du sous-secrétaire d'État à la Marine, Henry Chéron, venu en voyage officiel dans cette ville. Ce dernier y discourt sur la nécessité de la prévoyance et la loi des retraites. La cérémonie est couplée aux trois jours de festivités à l'occasion du Grand concours de gymnastique — entamées l'avant-veille,,,,,. Les bureaux de la Caisse d'épargne sont transférés dans le nouvel hôtel le 10 décembre 1910.

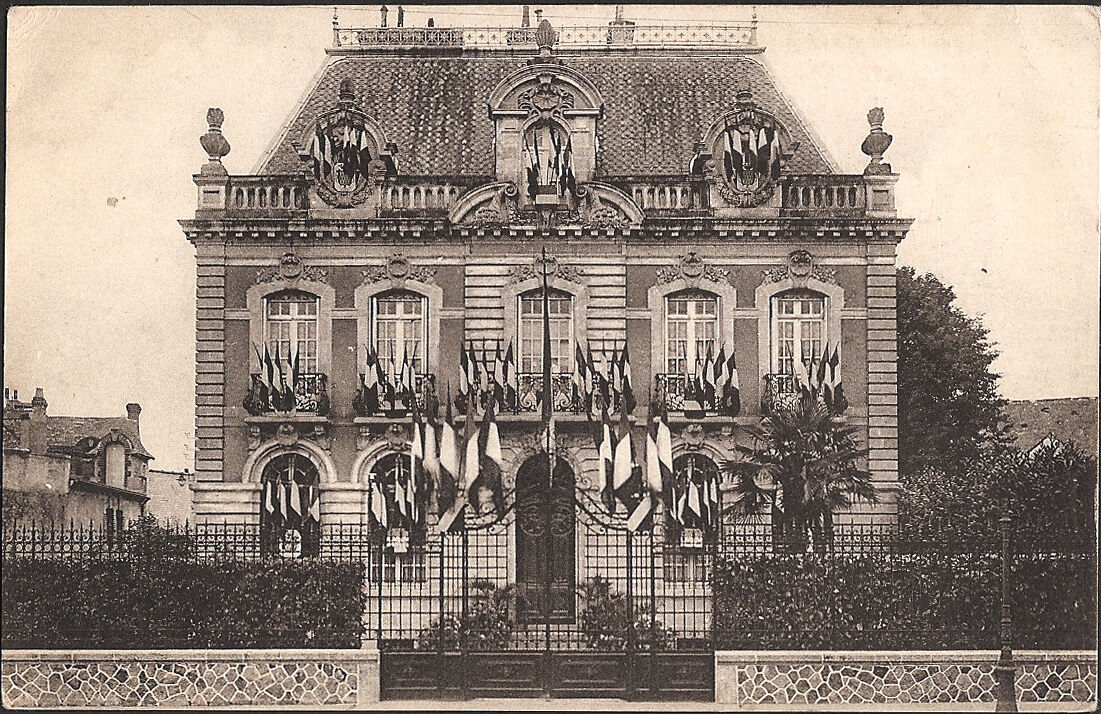
Façade principale, le 11 août 1925, lors du centenaire de la Caisse d'épargne.

## Structure
L'édifice est construit en granite de Saint-Nolff ou d'Elven taillé à Vannes d'après le souhait de l'architecte. Le bâtiment s'élève sur trois niveaux et la façade principale se compose de cinq travées symétriques. Les différents éléments en saillie de couleur beige voire grège viennent s'incruster dans un nu de façade blanc. Un perron de six marches permet l'ascension au rez-de-chaussée surélevé et dont la porte d'entrée est surmonté d'un cartouche avec l'inscription de la date « 1910 ». Au premier étage, les fenêtres sont devancées par des balcons galbés de couleur noire. Au deuxième étage, la toiture est percées de trois lucarnes : une centrale avec un fronton courbé et deux à ses côtés en œils-de-bœuf. La fenêtre centrale du premier étage est surmontée de l'inscription en lettres dorées de la raison sociale « CAISSE D’EPARGNE ».

## Statut patrimonial et juridique
Le bâtiment fait l'objet d'un recensement dans l'Inventaire général du patrimoine culturel, en tant que propriété privée. L'enquête ou le dernier récolement est effectué en 2007,. Par ailleurs, la place de la République sur laquelle se trouve l'hôtel fait également l'objet d'un recensement,.